# Perspectiva com um ponto de fuga

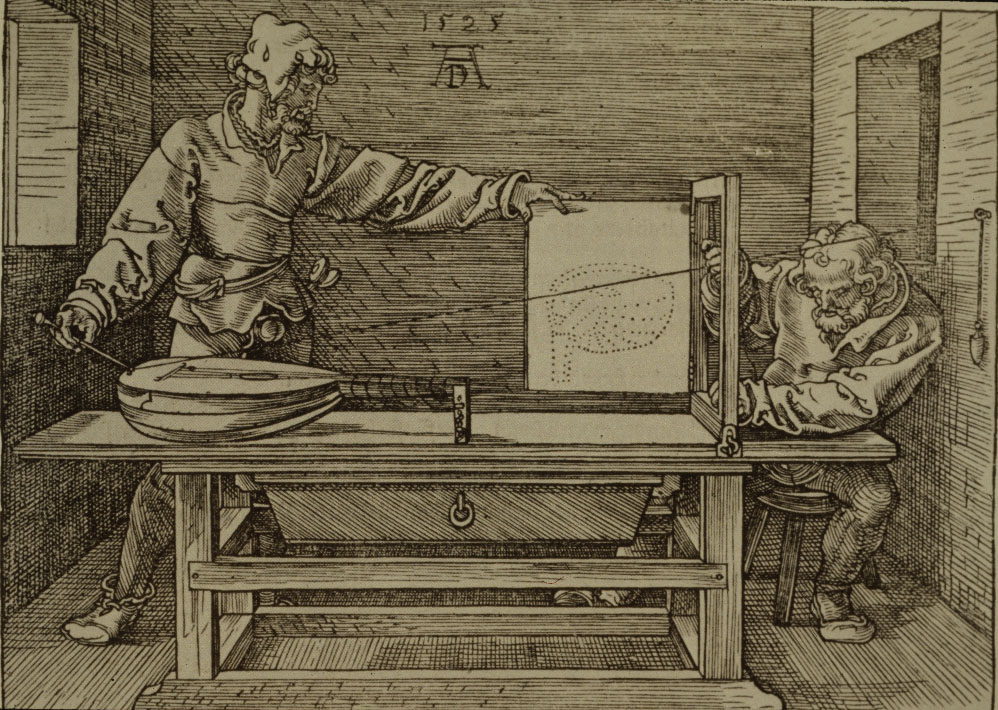
Xilogravura do Século 16 de Albrecht Dürer.
Método mecânico para a reprodução de um desenho em perspectiva exata. As cordas que partem dos olhos do espectador para o alaúde correspondem aos raios de luz refletidos por eles.

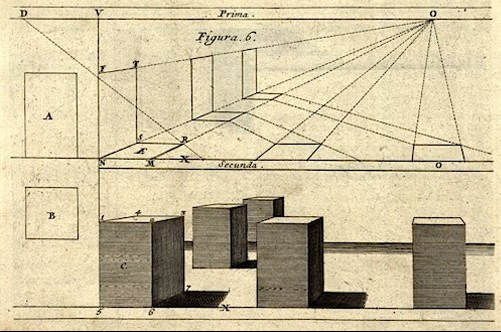
Estudo de sombras em uma perspectiva com um ponto de fuga de Andrea del Pozzo (1693).

A perspectiva com um ponto de fuga, também conhecida como perspectiva renascentista ou perspectiva central, é o primeiro método de perspectiva exata, que se baseia em um ponto de fuga, situado na linha do horizonte, para o qual convergem as retas paralelas que, ao serem transformadas em diagonais no quadro, sugerem profundidade.
Surgida no Renascimento, através dos desenhos de Filippo Brunelleschi, a perspectiva era um expediente geométrico que produzia a ilusão da realidade, ao mostrar os objetos no espaço em suas posições e tamanhos corretos; a perspectiva capta os fatos visuais e os estabiliza, transformando o observador naquele para o qual o mundo todo converge. 
A interpretação de Dürer se baseia na definição moderna que entende a perspectiva como uma seção transversal, feita pelo plano do quadro, na pirâmide visual (ou cone visual, que deu origem ao termo perspectiva cônica).[nota 1]
O desenho de observação, à mão livre, não segue o mesmo rigor dos processos exatos e é feito de acordo com a percepção e a experiência individual do artista. O ponto de fuga poderá estar centralizado, deslocado para os lados ou, ainda, estar fora plano visível.
| “ | Ciência da representação de objetos e do espaço que os cerca e da maneira como esses são percebidos pelo olhar, a partir de um ponto de vista fixo. | ” |

## Nota
[nota 1] ^  Esse tipo de perspectiva é comumente chamada de cônica, apesar da imprecisão conceitual do termo, pois, segundo a teoria projetiva, retas visuais, que partem de um observador pontual fixo, dirigem-se para todas as direções, fato esse que ultrapassa os limites do cone e mostra que a esfera teria sido uma escolha mais adequada. Por esse motivo prefere-se a nomenclatura perspectiva central.